# Pachycoris fabricii
Pachycoris fabricii är en insektsart som först beskrevs av Hermann Burmeister 1835.  Pachycoris fabricii ingår i släktet Pachycoris och familjen sköldskinnbaggar. Inga underarter finns listade i Catalogue of Life.